# Le Triomphe de Mardochée
Le Triomphe de Mardochée est un tableau réalisé vers 1475 par le peintre florentin Sandro Botticelli et son élève Filippino Lippi. Cette tempera sur bois est le panneau droit du deuxième des deux cassoni que ces artistes ont décorés avec la série de peintures appelée Scènes de l'histoire d'Esther, laquelle représente des passages de l'Ancien Testament consacrés à Esther. L'œuvre montre Mardochée à cheval dans Suse, sa monture emmenée par un Aman abattu. Elle est conservée dans les collections du musée des beaux-arts du Canada, à Ottawa.